# Горазд (кнез)
Горазд је био први хришћански кнез карантанијских Словена (749—751) и син кнеза Борута (?—749). Он је као младић, заједно са братом од стрица Хотимиром (751—769), послат у Баварску као талац, да би био гарант да ће кнез Борут испуњавати своје вазалне обавезе према баварском војводи. Током свог боравка у Баварској, њих двојица су примили хришћанство и након Борутове смрти 749. године, Горазд је постао први хришћански кнез Карантаније. Током његове владавине, настављено је ширење хришћанства међу Карантанцима (прва црква је подигнута око 750. године у Крнском Граду), као и увођење феудалних односа, које је започето његов отац Борут. После његове смрти 751. године, власт је преузео Хотимир.